# Nicola Russo (pittore)
Nicola Russo (1647 – 1702) è stato un pittore italiano.

## Biografia

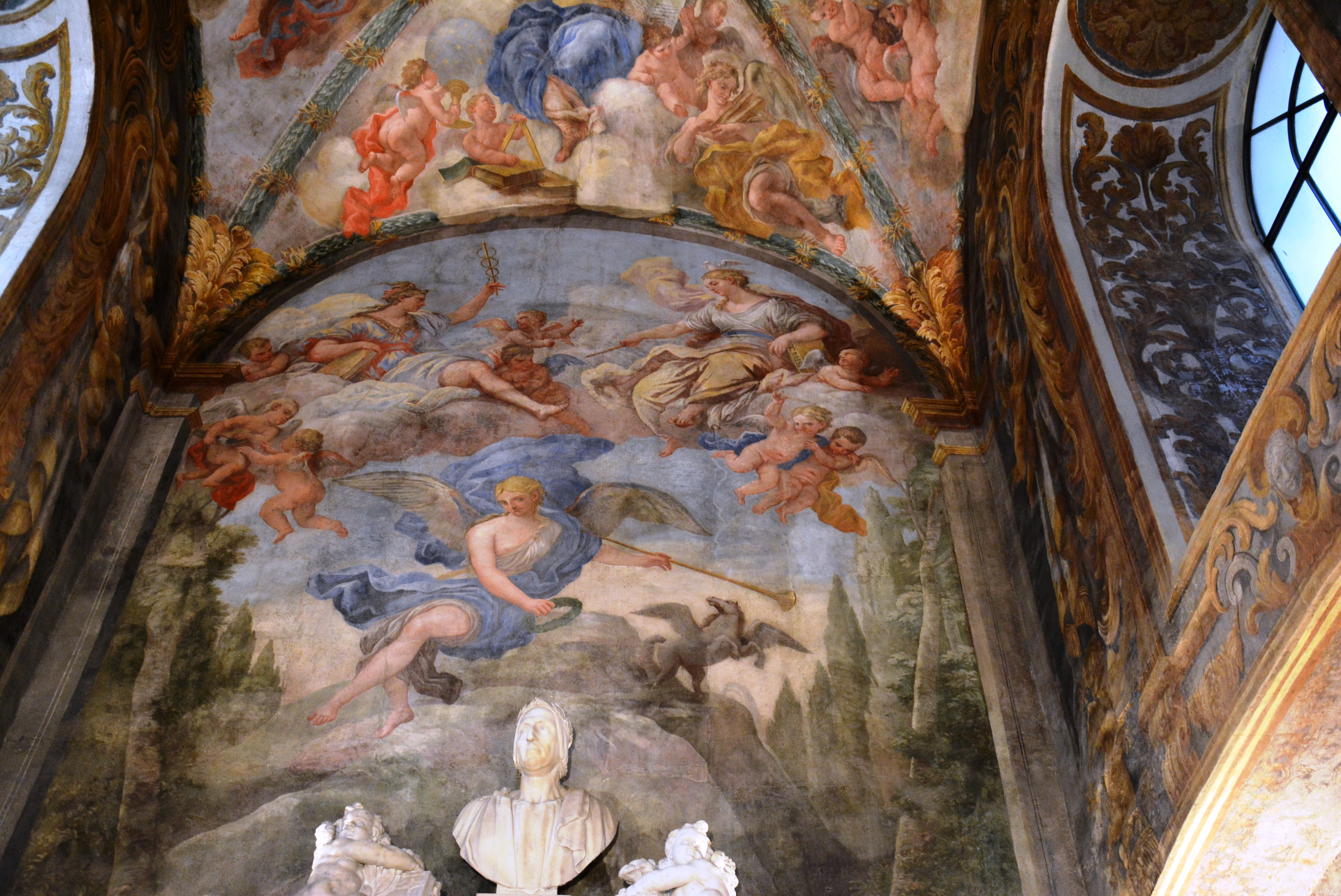
Nicola Russo, Il Parnaso - Chiesa di Santa Maria del Parto a Mergellina

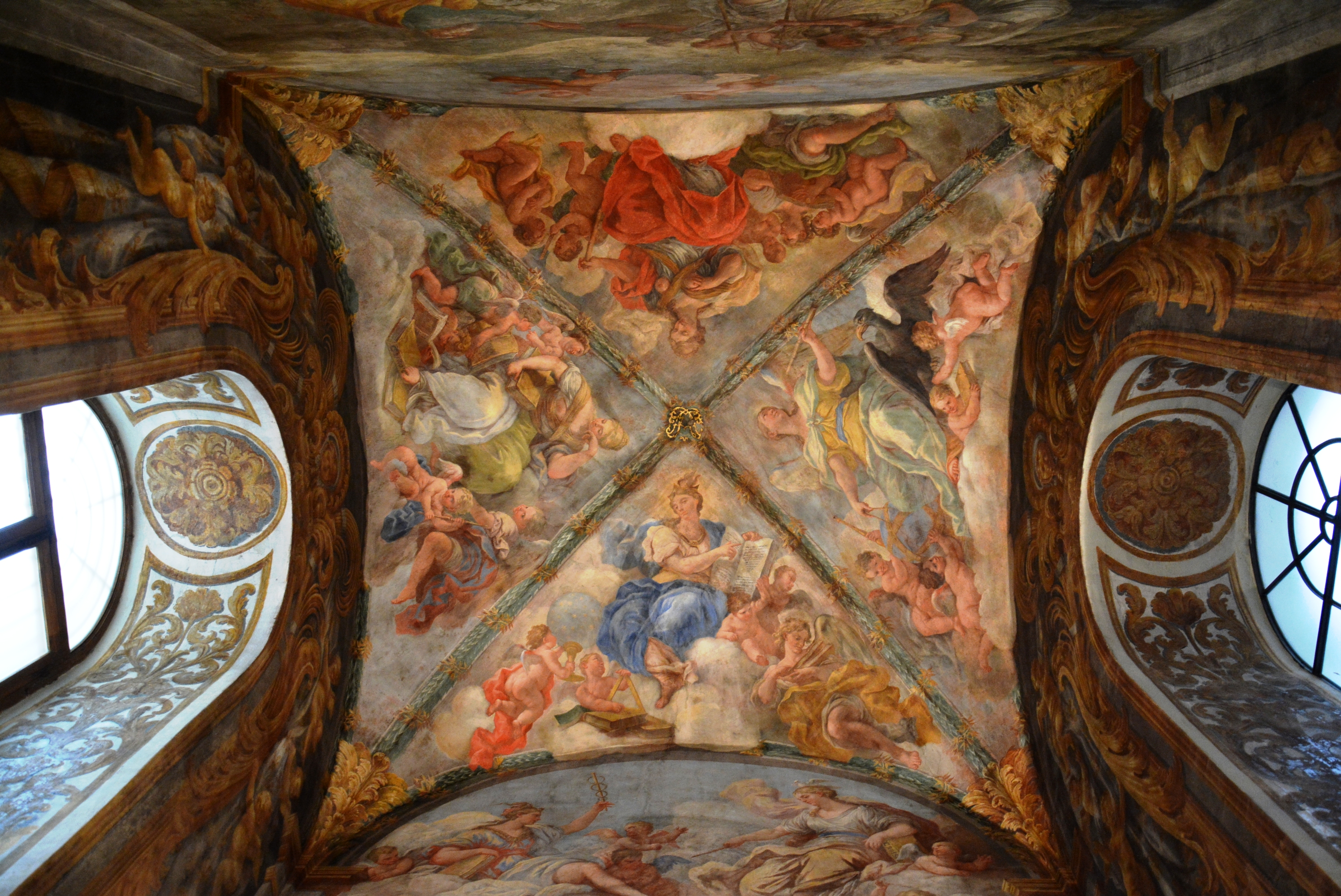
Nicola Russo, Allegorie - Chiesa di Santa Maria del Parto a Mergellina

Scarse sono le notizia biografiche su questo pittore di origine napoletana, esponente dello stile barocco. Sappiamo grazie a varie fonti che fu uno dei migliori allievi di Luca Giordano. Qualche informazione ci viene dallo storico Ulisse Prota-Giurleo: Su Nicola Russo ritengo opportuno dare qualche altra notizia. Come abbiam visto, esso era cognato di Gaetano Brando. Voglio ora meglio chiarire tale affinità. Ricorderete che la seconda moglie di Gaetano fu Angela Donadio, figlia di Pietro, spadaro del conte di Mola. Una sorella di Angela, a nome Anna, fu moglie di Nicola Russo. Il pittore Domenico Brandi era suo nipote ed allievo.
Con il cognato Gaetano Brando - specializzato in ornati e architetture prospettiche - Nicola Russo dipinse nel 1694 il cappellone del coro della chiesa di Sant'Antonio a Tarsia, che è chiamata anche Spiritosantiello, per distinguerla dalla vicina Basilica dello Spirito Santo.
Nicola Russo fu chiamato nel 1690 ad eseguire quattro dipinti su tavola, per decorare il coro seicentesco della chiesa dell'abbazia di San Michele, a Procida. Il più famoso di questi dipinti rappresenta l'Arcangelo Michele in volo, con una spada di fuoco in pugno e contornato da angeli. Ai suoi piedi, Procida durante l'assedio dei Saraceni del 1535. La raffigurazione di San Michele Arcangelo scaccia i Saraceni da Procida è oggetto di venerazione da parte dei procidani.
Nella chiesa di Santa Maria del Parto a Mergellina (Napoli) Nicola Russo nel 1699 ha dipinto una serie di affreschi: sulla parete principale il Parnaso, con la Fama che incorona Jacopo Sannazaro, sotto il benevolo sguardo di Venere e di Mercurio;  sulla volta allegorie della Grammatica, della Filosofia, dell'Astronomia e della Retorica; sulla parete dell'arco,  Abramo adora i tre angeli; nelle pareti laterali, putti che sollevano tendaggi.
Quattro affreschi di Nicola Russo decorano la cupola della chiesa di Santa Maria di Portosalvo (Napoli). Raffigurano Isaia, Geremia, Malachia e David. Nel Complesso monastico di Suor Orsola Benincasa si conserva perfettamente un ambiente da lui affrescato sulle pareti e sulla volta. Nella cappella di San Francesco di Paola del Maschio Angioino si trovano tre suoi dipinti. Infine, si segnalano una Madonna del Rosario e un Battesimo di Cristo nella Chiesa di Santa Maria Maddalena delle Convertite Spagnole.